# Bataille de Jodoigne
Guerre de Quatre-Vingts Ans
Batailles
- Chronologie de la guerre de Quatre-Vingts Ans
- Valenciennes
- Austruweel
- Rheindalen
- Heiligerlee
- Jemmingen
- Jodoigne
- Brielle
- 1er Flessingue
- Malines
- Goes
- Mons
- Haarlem
- 2e Flessingue
- Borsele
- Zuiderzee
- Alkmaar
- Leyde
- Reimerswaal
- Mook
- Lillo
- Zierikzee
- 1er Anvers
- 1er Bréda
- Gembloux
- Rijmenam
- 1er Deventer
- Maastricht
- 2e Bréda
- Açores
- 2e Anvers
- 3e Anvers
- Boksum
- Zutphen
- 1er Berg-op-Zoom
- Gravelines
- 3e Bréda
- 2e Deventer
- Groningue
- Huy
- 1er Groenlo1
- 2e Groenlo
- Turnhout
- Nieuport
- Ostende
- L'Écluse
- 3e Groenlo
- Saint-Vincent
- Gibraltar
- Saint-Vincent (1621)
- 2e Berg-op-Zoom
- 4e Bréda
- 4e Groenlo
- Matanzas
- Bois-le-Duc
- Abrolhos
- Slaak
- Maastricht
- 5e Bréda
- Cabañas
- Calloo
- Les Downs
- Saint-Vincent (1641)
- Hulst
- Cavite

La bataille de Jodoigne (en néerlandais Slag bij Geldenaken), qui a lieu le 20 octobre 1568 près du village de Jauchelette (commune de Jodoigne, actuelle province du Brabant wallon), est un des premiers affrontements de la guerre de Quatre-Vingts Ans (1568-1648), conflit qui oppose les insurgés des dix-sept provinces des Pays-Bas espagnols au roi d'Espagne Philippe II. 
La bataille de Jodoigne s'achève par une victoire décisive de l'armée espagnole.

## Contexte
À la suite de la crise de 1566 et du déclenchement de la révolte des gueux, l’arrivée en 1567  du duc d'Albe aux Pays-Bas espagnols et l'institution du Conseil des troubles marquent le début d'une répression brutale, où le général espagnol n'hésite pas à arrêter les aristocrates suspects, voire à les faire condamner à mort, comme le comte d'Egmont et le comte de Hoorne. 
Pour échapper à l'arrestation, Guillaume d'Orange, stathouder des provinces de Hollande, de Zélande et d’Utrecht, s'est réfugié dans l'électorat de Saxe, pays d'origine de son épouse, alors gouverné par son oncle, le prince-électeur Auguste Ier. Ses terres sont confisquées et il est déchu de ses titres aux Pays-Bas.
En 1568, Guillaume d'Orange, qui a levé une armée, lance une offensive contre les Pays-Bas pour renverser le duc d'Albe, devenu gouverneur général après la démission de Marguerite de Parme en septembre 1567.
Deux batailles ont lieu avant celle de Jodoigne : les batailles de Rheindalen (victoire espagnole le 25 avril 1568) et de Heiligerlee (victoire des insurgés le 23 mai 1568).

## La bataille

### Les forces en présence
L'armée insurgée, commandée par Guillaume d'Orange lui-même, est forte de 21 000 soldats et 9 000 cavaliers.
L'armée espagnole commandé par le duc d'Albe, est forte de 16 000 hommes et 5 500 cavaliers.

### L'engagement
La bataille est marquée par une charge de cavalerie du fils du duc d'Albe, qui détruit totalement l'arrière-garde des insurgés, malgré la résistance héroïque de Philippe de Marbais. 

## Suites
Guillaume s'enfuit en France avec les restes de son armée qui se dissout, faute de moyens de la payer.
Après cette défaite, Guillaume d'Orange devra attendre jusqu'en avril 1572 que l'insurrection puisse reprendre, avec la prise du port de Brielle par les gueux de mer (1er avril).